# پیزینمو (آریزونا)
پیزینمو (به انگلیسی: Pisinemo) یک منطقهٔ مسکونی در ایالات متحده آمریکا است که در شهرستان پیما، آریزونا واقع شده‌است. پیزینمو ۵٫۸۸ کیلومتر مربع مساحت و ۴٬۲۸۲ نفر جمعیت دارد و ۵۷۶ متر بالاتر از سطح دریا واقع شده‌است.